# Смирнов, Константин Фёдорович
Константин Фёдорович Смирнов (28 июля 1917 года — 8 октября 1980 года) — советский археолог, доктор исторических наук, специалист в области скифо-сарматской археологии.

## Биография
Родился в с. Ненашево Тульской губернии. Окончил исторический факультет Московского института истории, философии и литературы им. Чернышевского, отделение археологии в 1940 году. Защитил кандидатскую диссертацию на тему «Сарматские курганные погребения в степях Поволжья и Южного Приуралья» (1946) и докторскую — на тему «Савроматы» (1965). С 1946 года и до конца своей жизни работал научным сотрудником сектора скифо-сарматской археологии ИА АН СССР. В 1955 году был назначен руководителем Сталинградской археологической экспедиции, проводившей раскопки в зоне затопления строящейся Волжской ГЭС.

## Научная деятельность
Область научных интересов: сарматы и савроматы.
Под его руководством были исследованы курганные могильники в р-не п. Быково и с. Политотдельское.
Внёс значительный вклад в разработку многих проблем сарматской археологии. В течение долгого времени являлся бесспорным лидером этого направления науки в СССР. Опубликовал около 100 работ, в том числе монографии:
- Вооружение савроматов. М., 1961;
- Савроматы. Ранняя история и культура сарматов. М., 1964;
- Сарматы на Илеке. М., 1975;
- Происхождение индоиранцев в свете новейших археологических открытий. М., 1977 (в соавт. с Е. Е. Кузьминой);
- Сарматы и утверждение их политического господства в Скифии. М., 1984.